# 265
سنة 265 م (بالأرقام الرومانية: CCLXV) كانت سنة بسيطة تبدأ يوم الأحد (الرابط يظهر نموذج الجدول الزمني الكامل للسنة) من التقويم اليولياني. بدأت تسمية السنة ب265 منذ العصور الوسطى المبكرة، عندما أصبح تقويم أنو دوميني هو الأسلوب السائد في أوروبا لتسمية السنوات.

## أحداث
سقوط مملكة واي الصينية على يد سيما يان

## وفيات
سيما جياو ملك جين